# Čeněk Paclt
Čeněk Paclt (14. července 1813 Turnov – před červnem? 1887 Keiskamma, poblíž Kimberley v Jižní Africe) byl český cestovatel, prospektor a dobrodruh. Jako první Čech navštívil pět obydlených kontinentů.

## Mládí
Narodil se jako nejmladší syn (pokřtěn Vincetius) turnovského obchodníka s drahokamy Josefa Paclta a jeho manželky Františky v domě č. 137 na turnovském náměstí. Jeho nejstarší bratr Antonín, narozen roku 1800, převzal živnost po otci a bratr František, narozen v roce 1812, se stal knězem. Po absolvování turnovské školy se Paclt vyučil mydlářskému řemeslu v Jičíně. Též se vyučil brusičství kamenů. Po vyučení obdržel „cestovní knížku“, jež mu povolovala cestovat po českých a rakouských zemích. Paclt chtěl poznat kus světa a zkusit se uživit mydlařinou, proto se vydal do Uher. V Uhersku se mu ale nevedlo dobře. Odešel tedy do Vídně, kde brousil opály. V letech 1840–1842 pracoval u vídeňského klenotníka Benkowitze. Později na radu bratra Antonína odešel do Varšavy. Zde začal prodávat české granáty, jež mu zasílali z Turnova. Obchodování se mu ale nedařilo a během necelých dvou let přišel o úspory, které si přivezl z Vídně.

## Cesty po světě

### Amerika
Rozhodl se hledat štěstí v Americe. Na lodi Thomas Bennett se 26. září 1846 vydal na jednatřicetidenní plavbu z Antverp do New Yorku. Na lodi byl jediným Čechem. V New Yorku nemohl najít práci, byl oloupen a asi po týdnu chtěl na parníku Phoenix odplout do New Orleans. Během plavby na lodi vypukl poblíž Bahamských ostrovů požár. Před jejím potopením zachránila posádku fregata Providentia, která patřila americké armádě. Paclt se zde rozhodl vstoupit do armády, složil kapitánovi přísahu a podepsal pětiletou smlouvu. V armádě sloužil jako dělostřelec. Byl dopraven do přístavu Tampico a pak do Veracruz. Pravděpodobně se zúčastnil bitvy u průsmyku Cerro Gordo 18. dubna 1847, kdy se americká armáda snažila zatlačit oddíly mexického prezidenta Santa Anny. V polovině září pak s armádou vstoupil do hlavního města Mexika. Po skončení mexicko-americké války se vrátil do New Yorku. Pacltovi zbývaly odsloužit ještě tři roky, které pak strávil ve St. Augustine na Floridě. Zde se zúčastnil války proti Seminolům. Za vojenskou službu obdržel americké občanství. Když odešel z armády, navštívil Washington, D. C., Baltimore, Filadelfie, Trenton, Buffalo, Boston a Niagarské vodopády. Na krátký čas se vrátil do Evropy, ale v září 1853 znovu odplul do Ameriky. Občas se někde usadil a zkoušel farmařit, ale nikde dlouho nevydržel. Čeněk Paclt byl totiž dobrodruh a světoběžník tělem i duší. Několik měsíců žil ve městě Savannah, kde se nakazil žlutou zimnicí. Do Brazílie ho lákala tamní diamantová pole a v roce 1857 navštívil Rio de Janeiro, ale vrátil se zpátky do New Yorku, odkud ve stejném roce odplul do Austrálie.

### Austrálie a Asie
V Austrálii procestoval hlavně jihovýchodní část kontinentu. Zkoušel štěstí s hledáním zlata, ale nedařilo se mu. V říjnu 1859 vyplul z Melbourne do Kalkaty v Britské Indii, neboť se v této době hodně mluvilo a psalo o nálezech zlata ve východní Indii. V Indii zjistil, že se jednalo „novinářskou kachnu“. Po dvou týdnech se znovu vrátil do Austrálie přes Hongkong a Singapur. Do Adelaide doplul v dubnu 1860 a zkusil štěstí jako zlatokop. Protože se mu nedařilo, odplul v září 1862 ze Sydney do Evropy. Usadil se v Turnově, ale v srpnu 1864 se vydal na druhou cestu do Austrálie. Znovu neúspěšně hledal zlato, jeho tábor spálili domorodci, onemocněl kurdějemi.V letech 1865-1866 procestoval Nový Zéland. Poté se vrátil do rodného Turnova, který v té době byl obsazen pruským vojskem. V roce 1868 si pronajal byt v Praze. Kvůli kritice politických poměrů mu v Rakousku-Uhersku hrozilo zatčení a proto začátkem dubna 1869 uprchl do Berlína. Jako americký občan se dostal do Londýna, odkud měl namířeno do Kapského Města, když se dozvěděl o nálezech diamantů na jihu Afriky.

### Afrika
Do Afriky se Paclt dostal na začátku roku 1870. Procestoval značnou část jižní Afriky. Když necestoval, tak hlavně hledal diamanty. Delší dobu žil v diamantových polích v Kimberley. Poznal se zde i s českým cestovatelem Emilem Holubem, s nímž však neměl dobré vztahy, neboť Holub připadal Pacltovi jako nezkušený, ale přitom namyšlený a drzý mladý muž. Paclt dokonce Holuba pomlouval a psal o něm do Čech ironické dopisy. Nechápal Holubovy přírodovědecké a etnologické zájmy a vysmíval se jeho sběru domorodých předmětů. Naopak Holub, jenž si více cenil svých teoretických vědomostí a vzdělání než Pacltových zkušeností, Paclta několikrát urazil.
Od roku 1880 Paclt pobýval u řeky Vaal v blízkosti starých diamantových polí Keiskamma. Přes vyšší věk uskutečnil výpravu do Transvaalu a k východnímu pobřeží. O jeho dalším životě v Africe není víc známo. Poslední dopis do Čech poslal 26. října 1884.

## Úmrtí
V červnu 1887 přišla do Čech smutná zpráva. Turnovský cestovatel, jenž jako první Čech navštívil pět obydlených světadílů, zemřel ve svém stanu v Keiskammě u řeky Vaal. Dne 14. července by oslavil 74. narozeniny. Přesný den úmrtí je neznámý.

## Literární dílo
Paclt psal obsáhlé dopisy přátelům do Čech, kde popisoval krajiny a příhody ze svých cest.
Poprvé byly tyto dopisy literárně zpracovány Jaroslavem Svobodou v publikaci Čeňka Paclta cesty po světě : příhody a zkušenosti jeho na cestách po Americe, Australii, Novém Zealandě a jižní Africe / dle zápisků a různých dopisů jeho vzdělal Jaroslav Svoboda.
Naposledy je zpracoval Donát Šajner v roce 1955 v knize Zpívající digger.

### Rozhlasové zpracování
V roce 2005 zpracoval Český rozhlas Ostrava pětidílný výběr z těchto dopisů pod názvem Čeněk Paclt - Dopisy z Afriky, který byl vysílán v pořadu Psáno kurzívou. Četl Miroslav Rataj, režii měl Miroslav Zelinský.
V roce 2006 zpracoval Český rozhlas úryvky ze zápisků Čeňka Paclta v pořadu Zdvihni se, zdvihni se, starý český lve!, četl Jiří Hromada (30 minut).

### Námětem literárního díla
Pacltův život byl námětem románu pro mládež Přítel domorodců spisovatele A. Jaroslava Urbana.

### Beletrie
Osobnost turnovského dobrodruha zaujala několik spisovatelů, kteří jeho zajímavý život zpracovali do románové podoby.
- KNOB, Jan: Kámen ze všech nejkrásnější, Brno 1946
- URBAN, A. J.: Přítel domorodců, Praha 1954
- ŠAJNER, Donát: Zpívající digger, Praha 1950